# سیارک ۹۱۵۴
سیارک ۹۱۵۴ (به انگلیسی: 9154 Kolʹtsovo، نامگذاری:1982SP6) نه هزار و صد و پنجاه و چهارمین سیارک کشف شده‌است که در ۱۶ سپتامبر ۱۹۸۲ کشف شد.
قدر مطلق سیارک برابر ۵۱.۲ است.